# Stacks
Stacks var en svensk rockgrupp, bildad av Pija Niemi, Simon Sorgenfrei, Niclas Andersson, Henric Lokind och Lars Jatho. Bandets enda eftermäle är EP-skivan Secret Summerdream, som utgavs på skivbolaget Startracks 1997.
Medlemmarna hade ett förflutet i bandet Sindy Kills Me.

## Medlemmar
Ordinarie medlemmar
- Niclas Andersson – trummor
- Lars Jatho
- Henric Lokind – basgitarr
- Pija Niemi – sång
- Simon Sorgenfrei – gitarr

Bidragende musiker (studio)
- Magnus Johansson – trumpet, horn[2]

## Diskografi

### EP
- 1997 - Secret Summerdream (Startracks)

### Fotnoter
1. 1 2  ”Stacks”. Startracks. Arkiverad från originalet den 4 februari 2014. https://web.archive.org/web/20140204054603/http://startracks.se/releases.asp?id=66. Läst 4 mars 2012.
2. ↑  PopFakta – Stacks